# Свети Дух (Пловдив)
Вижте пояснителната страница за други значения на Свети Дух.
„Свети Дух“ е християнска църква в Пловдив, България, част от Софийско-пловдивската епархия на Римокатолическата църква. Църквата е филиален храм на енорията „Свети Лудвиг“ в Пловдив. Това е първата католическа църква построена в България след 1989 г.

## История на католическата общност
Католическата общност в квартал „Тракия“ в град Пловдив се формира през 70-те и 80-те години на XX век с преселване на много семейства от католическата махала в центъра на Пловдив. Също с урбанизацията на България в Пловдив (и то главно в кв. Тракия) се заселват много католици от католически населени места около Пловдив – град Раковски и селата около него и град Хисаря и съседните му села. 
В първите години от съществуването за общността се грижи отец Петър Кьосов, който довършва и обогатява особено много интериора на църквата. До лятото на 2018 г. ректор на църквата е отец Младен Плачков, след него – отец Димитър Димитров.
През август 2020 г. в навечерието на Успение Богородично в двора на храма е монтирана и благословена статуя на „Дева Мария на Благодатите“. Статуята е изработена от масивен мрамор в Китай.

## История на храма
Църквата е построена през 1995 г. по проект на архитект Миломир Богданов. Храмът е осветен на 2 юни следващата година от епископ Георги Йовчев. Архитектурата и украсата на църквата са в модерен стил. В храма се пази възпоменателна кутия със сцена на Дева Мария подарена на българските католици от цар Борис и царица Йоанна Савойска след тяхната сватбва.
На 24 ноември 2019 г. е благословен тръбен орган монтиран в църквата. Органът е малък с 350 тръби донесен от Германия. Монтиран е Алесандро Джиротто, монтирал оргъна в църквата „Пресвето Сърце Исусово“ през пролетта на 2017 г. Въпреки че органът е малък, той се вписва хармонично в интериора на храма. Богословът е съпроводен с изпълнението на Пловдивското певческо дружество „Ангел Букорещлиев“.
Храмов празник – 50 дни след Великден.

## Културен център „Спиритус“
Към храма функционира културен център със зала за благотворителни концерти, занимания за деца, беседи за възрастни и други събития от живота на енорията. 
Залата е декорирана със статуи на светците Франциск Ксаверий и на Лаврентий дякон и мъченик, високи 2,40 м изработени от дърво. Преди монтирането им в храма в края на XX в., статуите са били на фасадата на храма „Свети архангел Михаил“ в град Раковски.